# Andreza Maria do Espírito Santo
Andreza Maria do Espírito Santo (Jacobina, 17 de junho de 1821 – Morro do Chapéu, data desconhecida) foi uma mulher negra, ex-escravizada, que viveu no sertão baiano durante o século XIX. Sua trajetória revela as dificuldades enfrentadas pelas mulheres afrodescendentes naquele período. Também mostra como essas mulheres desenvolveram estratégias de sobrevivência, resistência e mobilidade social em um Brasil ainda profundamente escravocrata.

## Biografia
Nascida na vila de Jacobina no dia 17 de junho de 1821, Andreza era filha natural de Anna Felippa do Sacramento, uma mulher escravizada pertencente a Francisco Vaz de Gois. Ao longo da vida, Andreza foi propriedade de pelo menos três senhores distintos. O último deles foi José Gomes de Araújo, africano liberto que havia comprado sua própria liberdade em 1844, e posteriormente adquiriu Andreza, com quem se uniu e teve duas filhas, Maria e Eugênia.
Em 12 de outubro de 1850, Andreza recebeu sua carta de alforria, assinada por José, que justificou o ato com base nos “bons serviços” prestados e no “amor” que nutria por ela. Em 1853, eles formalizaram sua união com o casamento religioso, celebrado na paróquia de Morro do Chapéu.
As pesquisas históricas não encontraram registros de óbito nos livros da paróquia de Nossa Senhora da Graça do Morro do Chapéu até o ano de 1880, o que sugere uma lacuna documental frequente nas fontes paroquiais da região. Ainda assim, é possível estimar que Andreza tenha falecido entre 1865 e 1875, uma vez que, após esse período, seu nome desaparece dos registros familiares, religiosos e jurídicos. A ausência de documentação sobre sua morte contrasta com a relevância de sua vida, refletindo as limitações da memória oficial sobre sujeitos negros e libertos no Brasil do século XIX.

## Vida, alforria e relações
Andreza foi comprada como escrava por José Gomes de Araújo. José também havia sido escravizado, mas conquistou sua liberdade em 1844. Entre 1844 e 1850, ele adquiriu Andreza como sua propriedade. Em 12 de outubro de 1850, José concedeu a ela a alforria. O documento menciona não apenas os “bons serviços” prestados, mas também o “amor” que ele nutria por ela. A relação afetiva entre senhores e escravizadas era rara de ser reconhecida em registros oficiais. Essa declaração destaca uma complexa dinâmica entre afetividade, poder e dependência no mundo escravista.
A alforria de Andreza foi assinada pelo Coronel Quintino Soares da Rocha, senhor da influente Casa Gurgalha, de Morro do Chapéu. Essa assinatura é mais do que um ato formal. Representa a conexão entre Andreza, sua família e os grupos dominantes da região. Após a morte de José Gomes, o coronel também assumiu a tutela das filhas do casal. Isso reforça os vínculos de dependência e proteção mantidos por Andreza com as elites locais.

## Compadrio e redes de proteção
A trajetória de Andreza está profundamente ligada à sua capacidade de construir laços sociais estratégicos. Um dos instrumentos usados foi o compadrio religioso. Em 1848, por exemplo, uma de suas filhas foi batizada por Umbelina Adelaide de Miranda, esposa do Coronel Quintino Soares da Rocha. Mais tarde, Andreza tornou-se madrinha de outras crianças na comunidade. O compadrio funcionava como uma rede de proteção e apoio mútuo, permitindo aproximações entre ex-escravizados e famílias poderosas. Essa prática era fundamental para garantir segurança e oportunidades.

## Atuação econômica e propriedade
Além de relações sociais sólidas, Andreza demonstrou habilidade para negócios. Em 1864, ela já era proprietária de três casas na sede da freguesia de Morro do Chapéu. Uma delas, localizada na rua Direita, possuía cinco portas e três janelas. Foi avaliada em 2 contos e 400 mil réis. O valor e a localização indicam que se tratava de um imóvel de prestígio. A posse de bens por ex-escravizados era rara e representava uma forma concreta de ascensão social. Por meio desses bens, Andreza não apenas sobrevivia. Ela também consolidava sua posição na sociedade local.
No entanto, nem tudo foi estabilidade. Após a morte de seu marido, Andreza passou por dificuldades econômicas. Parte de seu patrimônio foi hipotecada ou vendida para pagar dívidas. Mesmo assim, sua inserção na comunidade e os vínculos mantidos com figuras influentes permitiram que sua família mantivesse certo status. A continuidade dessa posição pode ser observada na trajetória de seus descendentes.

## Descendentes e saúde
Andreza Maria do Espírito Santo foi avó de Francisco Dias Coelho, conhecido como o “coronel negro da Chapada Diamantina”. Francisco tornou-se uma figura de destaque na política local durante a Primeira República. Esse fato mostra como os esforços de Andreza repercutiram por gerações. Sua história representa um caso de mobilidade social dentro de uma estrutura racial e econômica extremamente desigual.
A saúde de Andreza também foi mencionada em alguns registros. Em certos momentos, ela foi descrita como “alienada”. Esse termo, no século XIX, podia indicar problemas mentais, físicos ou mesmo uma condição de marginalização social. Apesar disso, Andreza continuou sendo vista como uma figura relevante. Era reconhecida como alguém que mantinha relações com os setores mais poderosos da região, especialmente em tempos difíceis, como durante as secas.

## Legado e importância histórica
Sua história permite compreender como os ex-escravizados usavam as ferramentas disponíveis para conquistar espaços e proteger suas famílias. A alforria, o casamento, o compadrio e a acumulação de bens eram práticas que ajudavam a negociar posições em uma sociedade opressora. Andreza utilizou todos esses recursos. Sua trajetória mostra que a liberdade, mais do que um documento, era uma construção diária.
O caso de Andreza Maria do Espírito Santo também revela contradições do período. José Gomes, seu marido, era um ex-escravo que possuía escravos mesmo antes de obter sua própria liberdade. A posse de escravizados por libertos era um fenômeno complexo. Muitas vezes, servia como forma de proteger parentes ou gerar renda. Ao mesmo tempo, reproduzia a lógica da dominação.
Andreza representa a mulher negra que, mesmo submetida à escravidão e ao racismo, encontrou caminhos para afirmar sua dignidade. Sua trajetória desmistifica a ideia de passividade dos escravizados. Ela atuou como agente de sua história, negociando espaços e alianças. Seu exemplo ajuda a compreender a diversidade de experiências dentro da população afrodescendente no Brasil do século XIX.